# Bez limitu
Bez limitu – ósmy album studyjny polskiego zespołu 2 plus 1, wydany w 1983 roku przez wydawnictwo Tonpress.

## Ogólne informacje
Płyta stanowiła odejście od folkowo-balladowego stylu zespołu na rzecz popularnego na początku lat 80. brzmienia new wave. Materiał został utrzymany w stylu popowo-rockowym z elementami elektroniki, a wszystkie teksty napisał Andrzej Mogielnicki. Wiele z nich odwoływało się do ówczesnej sytuacji politycznej i społecznej w Polsce, w tym do panującego wtedy stanu wojennego. Płyta była nagrywana w studio przy ulicy Sándora Petőfiego na warszawskim Wawrzyszewie. Szatę graficzną albumu zaprojektowała Maria Ihnatowicz. Równolegle z płytą ukazała się także 72-stronicowa książeczka Bez limitu z nutami i tekstami wszystkich dziesięciu piosenek, wydana przez Związek Polskich Autorów i Kompozytorów.
Płyta spotkała się z bardzo pozytywnymi opiniami i osiągnęła duży sukces komercyjny. Zdobyła status złotej za sprzedaż ponad 150 tysięcy egzemplarzy. Znalazły się na niej przeboje „Nic nie boli”, „Requiem dla samej siebie”, „Superszczur” i „XXI wiek (dla wszystkich nas)”. W ramach promocji nowego materiału zespół zagrał koncert podczas festiwalu w Opolu w 1983 roku, uznany za awangardowy. Na potrzeby promocji płyty nakręcono również specjalny program telewizyjny.
Album został wznowiony na CD w 2003 roku przez Agencję Artystyczną MTJ, z zachowaną oryginalną listą ścieżek i szatą graficzną. W roku 2000 płyta została reedytowana przez wydawnictwo Tomi ze zmienioną okładką i zmodyfikowaną tracklistą. W 2019 album ukazał się ponownie na krążku winylowym.

## Lista utworów
| Strona A 1. „Krach” – 3:56 2. „Gorące telefony” – 3:38 3. „China Boy” – 3:44 4. „Boogie o 7 zbójach” – 3:14 5. „Nic nie boli” – 4:09 Strona B 1. „Requiem dla samej siebie” – 4:07 2. „Superszczur” – 3:53 3. „Gdy grali dla nas Rolling Stones” – 4:47 4. „Hallo panie Freud” – 3:08 5. „XXI wiek (dla wszystkich nas)” – 3:51 | 1. „Krach” 2. „China Boy” 3. „Nic nie boli” 4. „Requiem dla samej siebie” 5. „Superszczur” 6. „Gdy grali dla nas Rolling Stones” 7. „Hallo panie Freud” 8. „XXI wiek (dla wszystkich nas)” 9. „Odpłyniesz wielkim autem” 10. „Chińskie latawce” 11. „Iść w stronę słońca” 12. „Wielki mały człowiek” |

## Twórcy
2 plus 1:
- Elżbieta Dmoch – wokal
- Janusz Kruk – wokal, gitara, perkusja, instrumenty klawiszowe
- Cezary Szlązak – wokal, saksofon, instrumenty klawiszowe

Muzycy towarzyszący:
- Bogusław Mietniowski – gitara basowa
- Wacław Laskowski – perkusja, bębny
- Jerzy Suchocki – perkusja, instrumenty klawiszowe
- Krzysztof Słodkiewicz – gitara